# Bakonykoppány
Bakonykoppány è un comune dell'Ungheria di 228 abitanti (dati 2001). È situato nella contea di Veszprém.